# 切爾維延斯克

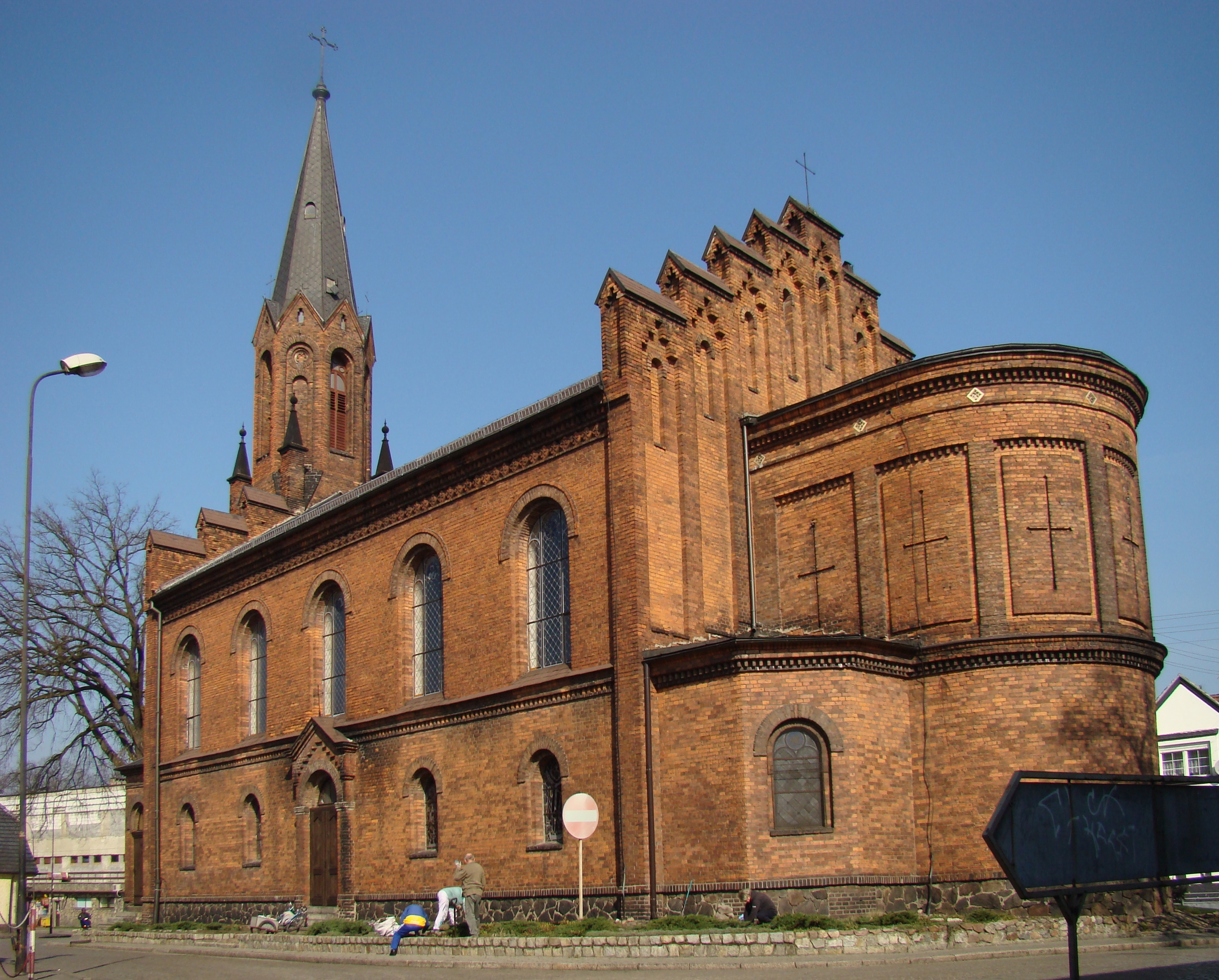

切爾維延斯克（波兰语：Czerwieńsk）是波蘭的城鎮，位於該國西部，由盧布斯卡省負責管轄，面積9.22平方公里，鎮上建於十六世紀的城堡在1945年被蘇聯軍隊摧毀，2006年人口4,138。
52°01′N 15°24′E / 52.017°N 15.400°E